# Romel Raffin
Romel Raffin (Toronto, 23 aprile 1954) è un ex cestista canadese.

## Carriera
Con il Canada ha disputato tre edizioni dei Giochi olimpici (Montréal 1976, Mosca 1980, Los Angeles 1984), i Campionati mondiali del 1974 e tre edizioni dei Campionati americani (1980, 1984, 1988).